# شلسویگ (آیووا)
شلسویگ (به انگلیسی: Schleswig) شهری در ایالت آیووا کشور ایالات متحده آمریکا است که جمعیت آن در سرشماری سال ۲۰۱۰ میلادی، ۸۸۲ نفر بوده‌است.